# Snovsk
Snovsk (en ucraniano: Сновськ) es una ciudad ucraniana perteneciente al óblast de Chernígov. Situada en el norte del país, forma parte del raión de Koriúkivka y centro del municipio (hromada) homónimo.

## Toponimia
El sitio se nombró como Shchors (en ucraniano: Щорс; en ruso: Щорс) en honor al comunista ucraniano Mikola Shchors. El 18 de febrero de 2016, como parte de las políticas de descomunización de Ucrania, el nombre de Snovsk fue aprobado la Rada Suprema, nombrado así por el río Snov y una antigua ciudad de la Rus de Kiev, sobre cuyas ruinas se construyó la cercana localidad de Sédniv.El nombre del lugar en ruso es también Snovsk (en ruso: Сновск).

## Geografía
Snovsk se encuentra a orillas del río Snov, a 60 km de Chernígov.

## Historia
El lugar fue fundado en la década de 1860 como un poblado ferroviario con el topónimo Korzhivka (en ucraniano: Коржівка) en la línea de ferrocarril de Liepāja a Romní. La estación de tren se llamaba Snovsk desde finales del siglo XIX y el asentamiento circundante también se llamaba así, pero no fue hasta 1924 que se convirtió oficialmente en la ciudad de Snovsk.
La RSS de Ucrania le dio el estatus de ciudad en 1924 y en 1935 pasó a llamarse Shchors. 
En vísperas de la Segunda Guerra Mundial, aproximadamente el 16% de la población era judía (1.402 judíos). Los alemanes ocuparon la ciudad el 3 de septiembre de 1941. Mantuvieron a los judíos prisioneros en un gueto y los sometieron a realizar diferentes tipos de trabajos forzados. En 1941 y 1942, cientos de ellos fueron asesinados en ejecuciones masivas perpetradas por un Einsatzgruppen en el bosque cercano.También se desarrolló una actividad clandestina por parte del Komsomol y, a partir de mayo de 1943, también del PCUS, que tenían contactos con el movimiento partidista soviético. 
En 2016, al transformarse el raión de Shchors en un municipio, la Rada Suprema tomó la decisión de renombrar Shchors como Snovsk. 
Hasta el 18 de julio de 2020, Snovsk fue centro del raión de Snovsk. El raión se abolió en julio de 2020 como parte de la reforma administrativa de Ucrania, que redujo el número de raiones del óblast de Chernígov a cinco. El área del raión se integró en el raión de Koriúkivka.
Tras el comienzo de la invasión rusa de Ucrania, el 24 de febrero de 2022 por la tarde, las fuerzas rusas tomaron la carretera de circunvalación que rodea la ciudad y a la mañana siguiente la bandera ucraniana permaneció sobre el edificio del ayuntamiento. El ejército ruso entró en la ciudad el 25 de marzo y detuvo al alcalde. El 28 de marzo de 2022, las fuerzas rusas abandonaron Snovsk y el 3 de abril de 2022, los miembros del ayuntamiento fueron liberados del cautiverio ruso.

## Demografía
La evolución de la población de Snovsk entre 1897 y 2022 fue la siguiente:
| 2200                                                          | 7613 | 6850 | 10 000 | 9109 | 11 044 | 12 116 | 13 529 | 12 315 | 11 393 | 11 471 | 10 620 |
| (Fuente: Cities & Towns of Ukraine y UKRAINE: Größere Städte) |      |      |        |      |        |        |        |        |        |        |        |

Según el censo de 2001, la lengua materna de la mayoría de los habitantes, el 78,03%, es el ucraniano; del 21,68% es el ruso.

## Economía
En Snovsk hay empresas para el mantenimiento del transporte ferroviario, una fábrica de muebles y una industria alimentaria desarrollada. En la ciudad, en la estación de tren de Snovsk, hay un punto de control "Snovsk" en la frontera con Bielorrusia.

## Infraestructura

### Transporte
Hay una estación en la línea Gómel - Bájmach.

## Cultura
En Snovsk tiene lugar la acción de la novela Arena pesada de Anatoli Rybakov. La acción de su otra novela, La daga, se desarrolla en la ciudad ficticia de Revsk, cuyo prototipo, según el propio autor, era Snovsk.

## Personas importantes
- Mikola Shchors (1885-1919): comandante militar bolchevique ucraniano, famoso por su coraje personal durante la guerra civil rusa.

## Galería

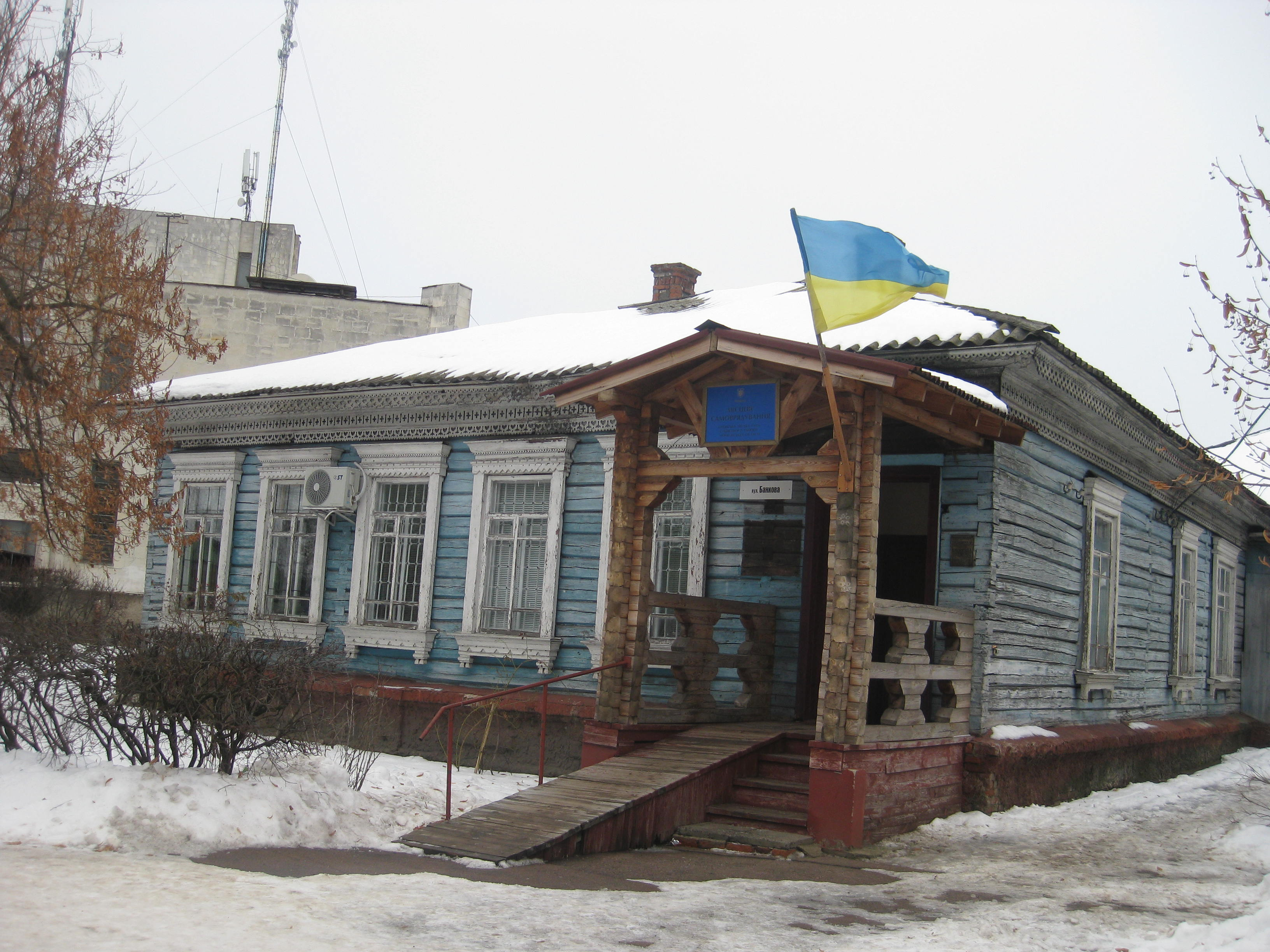
Ayuntamiento de Snovsk
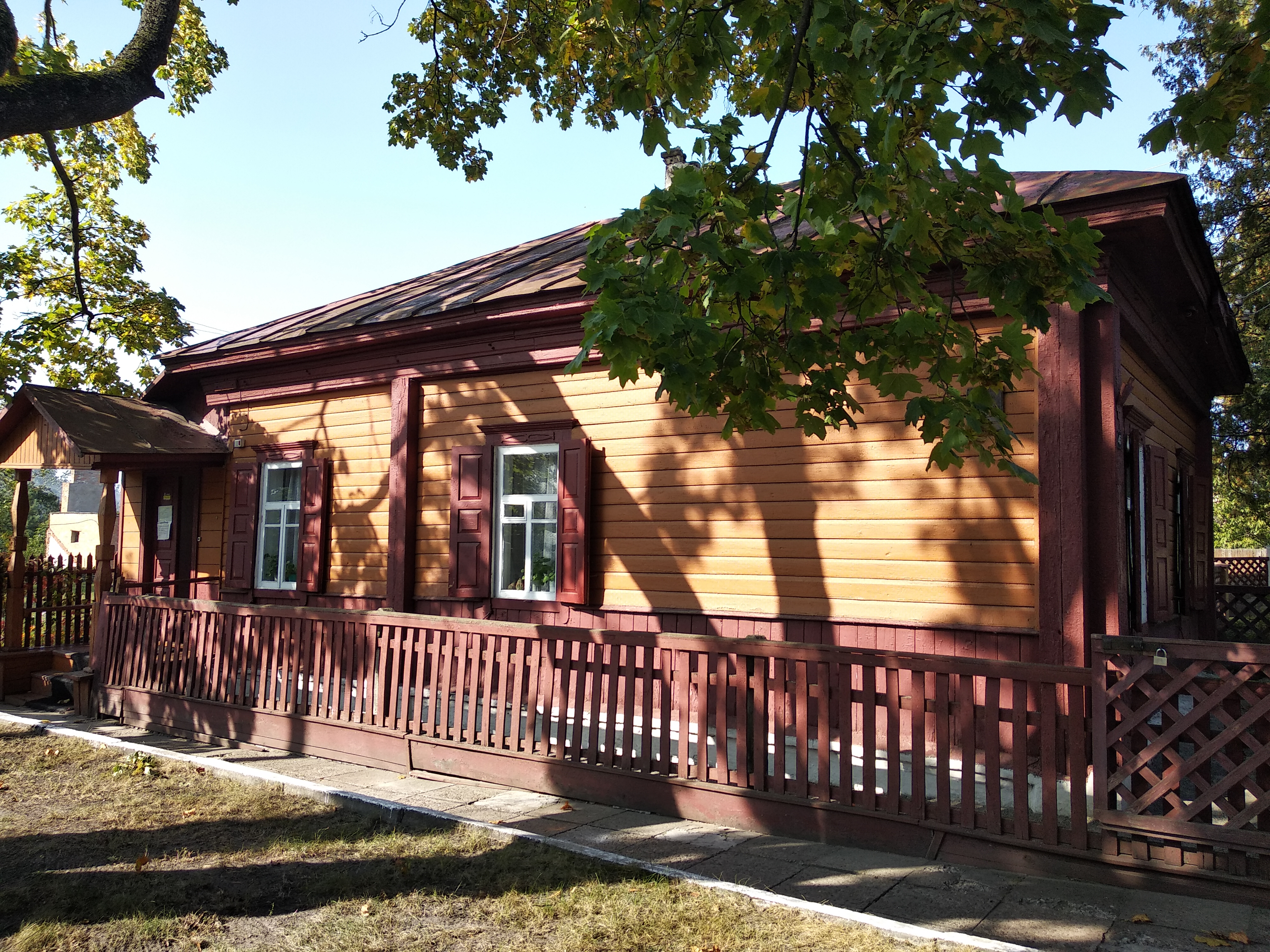
Casa de Mikola Shchors
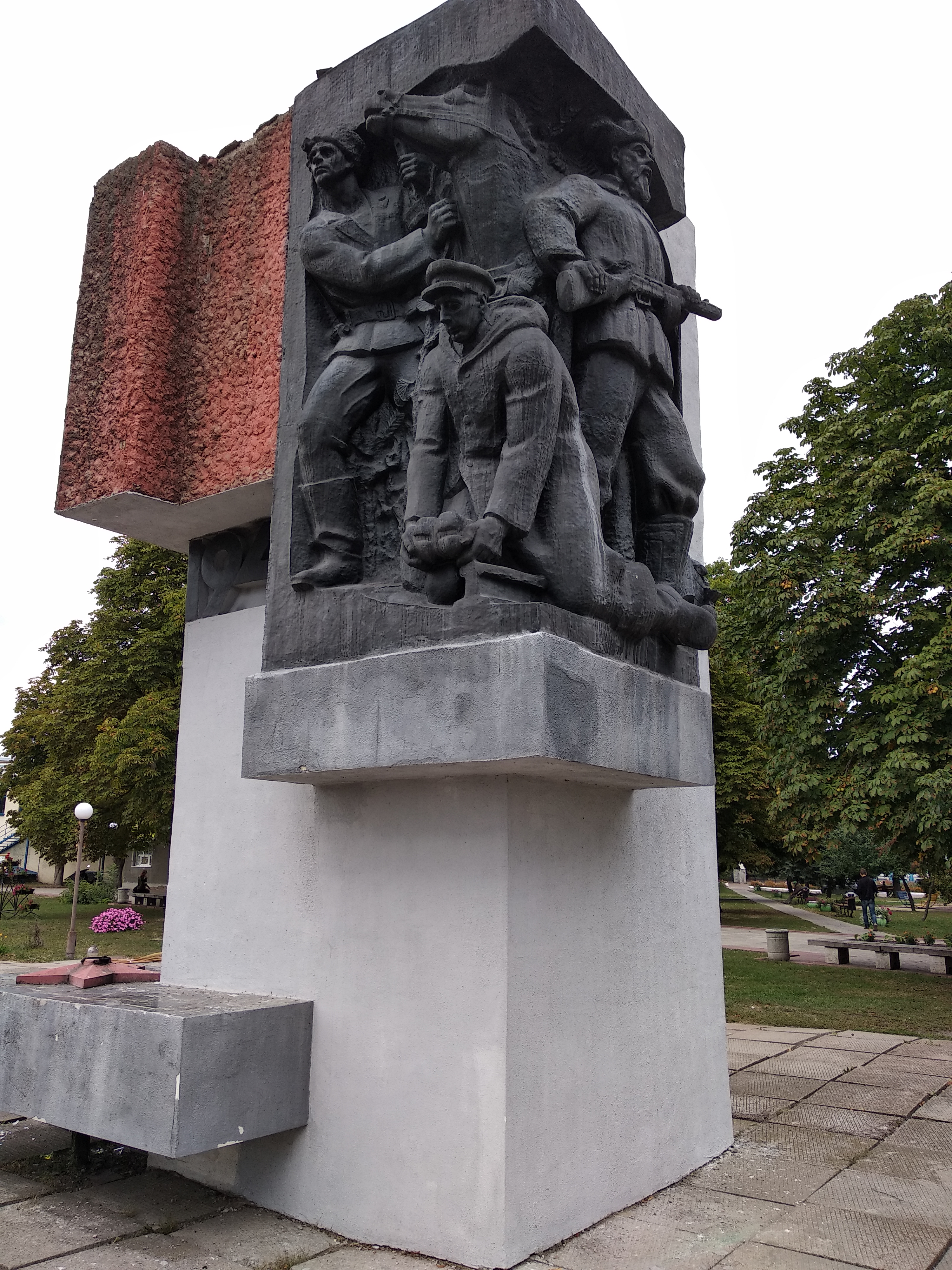
Monumento soviético de la Segunda Guerra Mundial